# Општина Бугеа де Жос (Арђеш)
Бугеа де Жос (рум. Bughea de Jos) општина је у Румунији у округу Арђеш.
Oпштина се налази на надморској висини од 581 m.